# Sigmund Christoph von Waldburg zu Zeil und Trauchburg

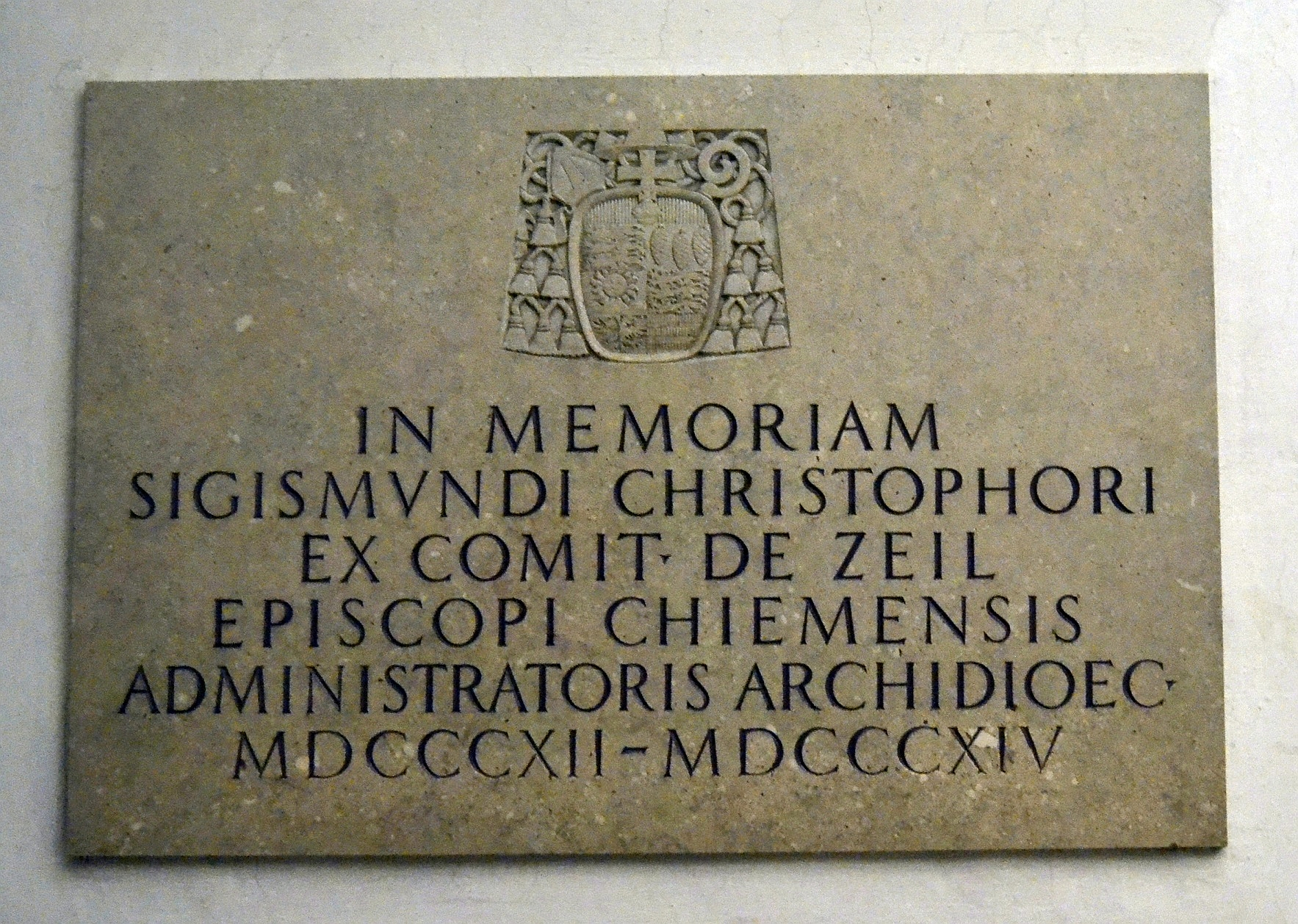
Gedenktafel im Salzburger Dom

Sigmund Christoph Reichserbtruchseß von Waldburg zu Zeil und Trauchburg; auch Sigmund Christoph Graf von Zeil und Trauchburg (* 28. August 1754 in München; † 7. November 1814 in Salzburg) war 1797–1808 Fürstbischof von Chiemsee, 1797–1812 Generalvikar, 1808–1812 Koadjutor und 1812–1814 Administrator von Salzburg. Während der französischen Besetzung Salzburgs wurde er 1809 als Präsident der General-Landesadministration eingesetzt.

## Leben

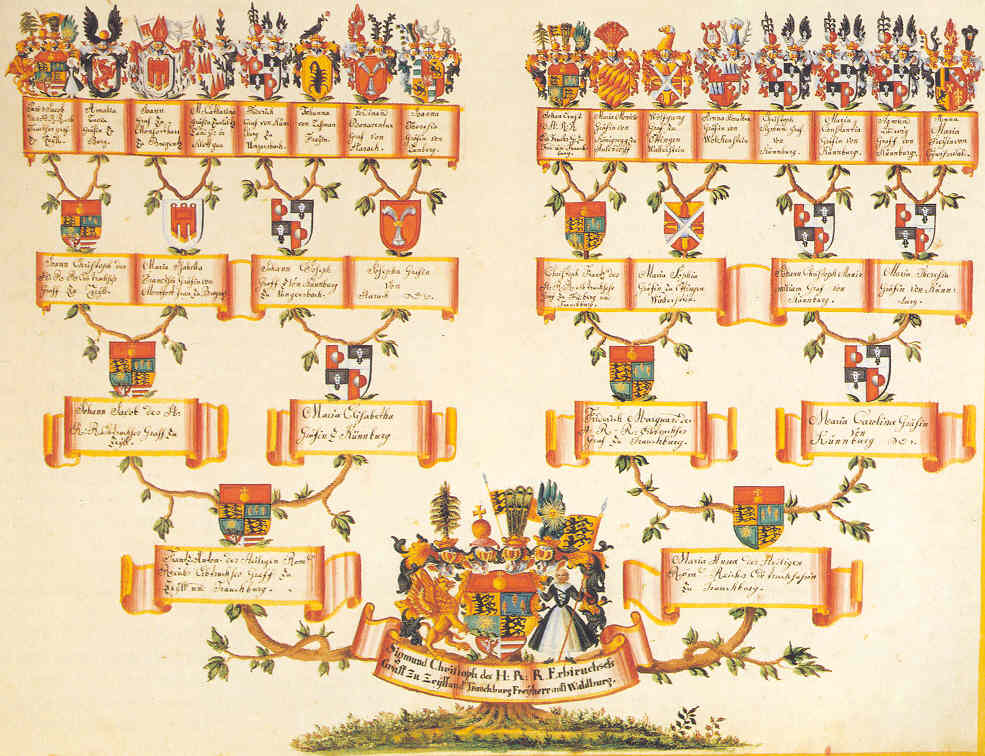
Ahnentafel

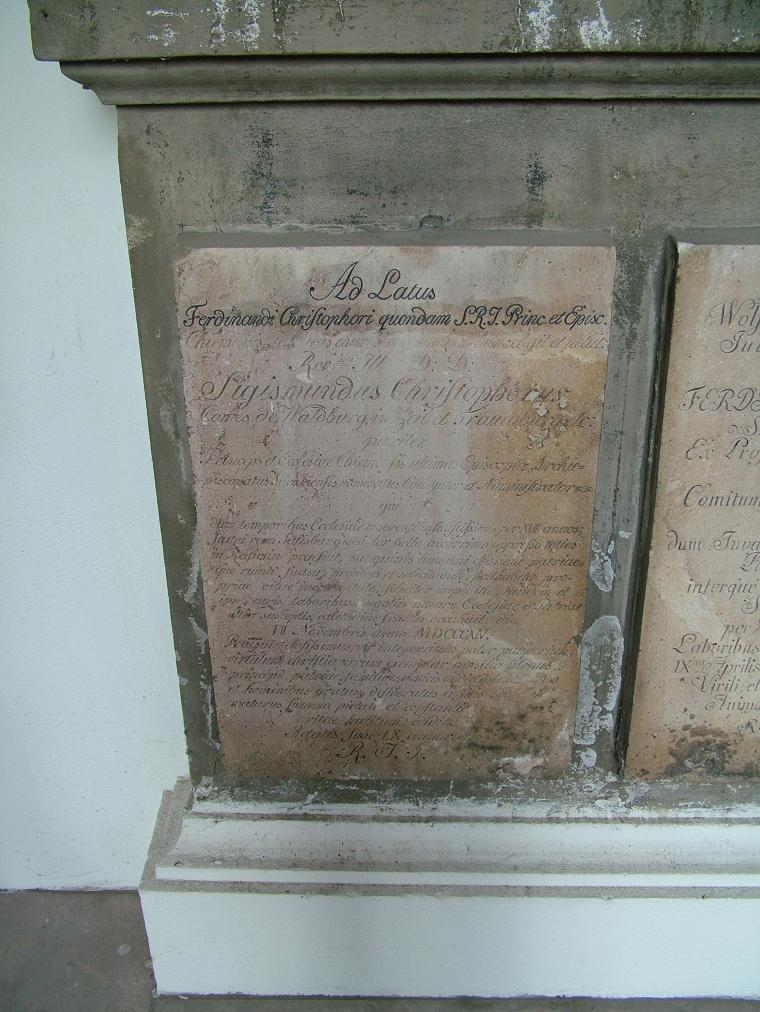
Grabstätte des Sigmund Christoph

Seine Eltern waren der Reichserbtruchsess Franz Anton von Waldburg-Zeil und dessen Ehefrau Maria Anna Gräfin von Waldburg zu Trauchburg. Sie bestimmten Sigmund Christoph zum geistlichen Stand, weshalb er schon 1768 Domherr in Köln wurde. Zunächst studierte er privat auf dem schwäbischen Familienschloss Zeil Philosophie und 1770–1772 Rechtswissenschaften in Salzburg. 1776 wurde er Mitglied an den Domkapiteln in Salzburg und Konstanz. 1777–1778 studierte er Theologie in Salzburg, wo er am 19. März 1779 die Priesterweihe empfing und 1781 zum Domdechanten aufstieg.
Wie sein Onkel, der Chiemseer Bischof Ferdinand Christoph von Waldburg-Zeil, war er ein gemäßigter Anhänger der Aufklärung.
Nach dem Tod des Chiemseer Fürstbischofs Franz Xaver von Breuner ernannte Erzbischof Hieronymus von Colloredo am 1. April 1797 Sigmund Christoph von Waldburg zu Zeil und Trauchburg zu dessen Nachfolger. Die Bischofsweihe durch den Erzbischof erfolgte am 7. April desselben Jahres im Salzburger Dom. Wie mehrere seiner Vorgänger bekleidete er zugleich das Amt des Salzburger Generalvikars.
Da seine Wirkungsmöglichkeiten durch die erzbischöfliche Rechts- und Verwaltungshoheit und kurfürstliche Vorschriften im bayerischen Anteil seines Sprengels begrenzt waren, widmete er sich vor allem der Spendung der Sakramente und der Katechese. Er legte Wert auf die Berichterstattung seiner Seelsorger und ließ religiöses Brauchtum zu.
Vor der im Jahr 1800 erfolgten Besetzung des Erzstifts Salzburg in den Napoleonischen Kriegen durch die Franzosen und der damit verbundenen Flucht Erzbischof Colloredos nach Wien wurde Sigmund Christoph von Zeil und Trauchburg als Präsident der vom Erzbischof hinterlassenen Statthalterei eingesetzt, wobei er die Landesinteressen gegenüber der Besatzungsmacht vertrat. Als Folge dieser Vorgänge kam es zu Protesten im Brixental. Da Erzbischof Colloredo nicht zurückkehren wollte, musste Sigmund Christoph von Zeil und Trauchburg die Statthalterei bis zur Säkularisation im Jahr 1803 weiterhin leiten. Ihm oblagen faktisch auch die geistlichen Belange des Erzbistums (die Konsistorialratsprotokolle wurden trotzdem bis 1808 von Erzbischof Colloredo unterzeichnet).
Nachdem das Bistum Chiemsee als Folge der Säkularisation in Bayern aufgelöst worden war und Sigmund Christoph von Zeil und Trauchburg am 11. August 1808 auf sein Bischofsamt resignierte, ernannte ihn Kaiser Franz I., zu dessen Ländern das Erzstift Salzburg seit 1806 gehörte, zum Koadjutor „cum spe successionis“ (mit der Hoffnung der Nachfolge) des Salzburger Erzbischofs. 1809 wurde er von den neuerlichen französischen Besatzern Salzburgs zum Präsidenten der von ihnen eingesetzten General-Landesadministration berufen. Als solcher setzte er im Konsistorium den Treueeid auf Napoleon Bonaparte durch. Dadurch und auch als Salzburg 1810 an das Königreich Bayern fiel, verlor er im Salzburger Land an Popularität und Vertrauen. Das Königreich Bayern verlieh ihm das Großkreuz des Verdienstordens der Bayerischen Krone.
Nach dem Tod Erzbischofs Colloredos 1812 fungierte Sigmund Christoph von Zeil und Trauchburg bis zu seinem Tod am 7. November 1814 als Administrator des Erzbistums Salzburg. Die bereits 1806 zusammen mit der Ernennung zum Koadjutor in Aussicht gestellte Erhebung zum Erzbischof konnte nicht durchgesetzt werden. Sein Leichnam wurde im Mausoleum des Erzbischofs Wolf Dietrich von Raitenau auf dem Salzburger Sebastiansfriedhof bestattet.